# 湯河原町消防本部
湯河原町消防本部（ゆがわらまちしょうぼうほんぶ）は、神奈川県足柄下郡湯河原町の消防部局（消防本部）。管轄区域は足柄下郡湯河原町及び真鶴町の全域並びに静岡県熱海市泉地区。真鶴町は湯河原町に常備消防事務を、熱海市は救急業務のみを委託している。

## 概要
- 消防本部：神奈川県足柄下郡湯河原町土肥1-5-22
- 管内面積：48.01km2
- 職員定数：81人
- 消防署1カ所、分署2カ所
- 主力機械（2019年4月1日現在）
  - 普通消防ポンプ自動車：4
  - はしご付消防自動車：1
  - 高規格救急自動車：4
  - 救急車1
  - 指揮車： 2
  - 特殊ポンプ車（ポンプ付き救助工作車）：1
  - 資機材搬送車：1
  - 指令車：1
  - その他：3

【主力機械に関する参考文献：平成31年版消防年報（湯河原町消防本部）】

## 沿革
- 1967年6月 湯河原町役場総務課消防係において救急業務を開始する。
- 1968年4月1日 湯河原町消防本部及び湯河原町消防署を開設する。
- 1973年3月 宮上分署を開設する。
- 1976年
  - 3月16日 真鶴分署を開設する。
  - 4月 真鶴町の消防事務受託により消防事務を開始する。
- 1977年4月 新消防庁舎が完成する。
- 1978年3月 奥湯河原分署を開設し、宮上分署を廃止する。
- 1983年3月 真鶴分署の新庁舎が完成する。
- 1993年4月 熱海市泉地区の救急業務を受託
- 1993年12月 初の高規格救急車を消防署に配備する。
- 1998年10月 奥湯河原分署に救急車を配備し、救急業務を開始する。
- 2000年10月 真鶴分署に高規格救急車を配備し、救急業務を開始する。
- 2003年2月 奥湯河原分署に高規格救急車を配備する。

## 組織
- 本部 - 総務課、警防課
- 消防署

## 消防署
| 消防署         | 住所                      | 分署                                                     |
| -------------- | ------------------------- | -------------------------------------------------------- |
| 湯河原町消防署 | 湯河原町土肥一丁目5番地22 | 奥湯河原：湯河原町宮上775番地27 真鶴：真鶴町真鶴515番地1 |